# 前田利見
前田 利見（まえだ としあきら）は、上野七日市藩の第8代藩主。七日市藩前田家8代。諱は利晃とも記される。

## 生涯
明和元年（1764年）9月14日、第7代藩主・前田利尚の次男として生まれる。天明2年（1782年）5月9日、父の隠居により家督を継ぐ。天明3年（1783年）には天明の大飢饉で大被害を受け、本家の加賀藩からの財政援助や商人から借財して再建を図った。12月18日に従五位下・右近将監に叙位・任官する。天明6年（1786年）2月22日に大和守に遷任し、駿府加番に任じられたが、生来病弱だったために父に先立って9月17日に死去した。享年23。
同じく加賀藩支藩の大聖寺藩から養子に迎えた利以が跡を継いだ。

## 系譜
父母
- 前田利尚（父）
- 板倉勝澄の娘あるいは側室（母）

養子
- 前田利以 ー 前田利道の六男